# Conrad Black
Conrad Black, anche conosciuto come Conrad Moffat Black, Baron Black of Crossharbour (Montréal, 25 agosto 1944), è un editore, scrittore e politico britannico di origine canadese.

## Biografia
Conrad Black è figlio dell'uomo d'affari canadese George Montegu Black II che, attraverso la comproprietà della holding Ravelston Corporation, gestiva un business in ambito mediatico, manifatturiero e nella vendita al dettaglio. Nel 1978, due anni dopo la morte del padre, Conrad e suo fratello maggiore Montegu iniziarono a detenere il controllo della maggior parte dei possedimenti della Ravelston. Nel corso dei sette anni successivi, Conrad Black vendette buona parte delle sue holding per concentrarsi sul giornalismo. Nel 1978 Conrad Black fondò la Hollinger Inc., che era il terzo più grande impero mediatico al mondo in lingua inglese, e che deteneva il The Daily Telegraph, il Chicago Sun-Times e The Jerusalem Post oltre a vari giornali locali in tutto il Nord America. Nel 1998 Black inaugurò il National Post. Nel 2001 ricevette un titolo nobiliare, ma fu costretto a rinunciare alla sua cittadinanza canadese per via della risoluzione Nickle.
Nel 2007, Black venne condannato per quattro frodi presso la corte distrettuale di Chicago. In tale circostanza, due delle quattro accuse rivolte al finanziere vennero ritirate in appello, ma, nel 2010, fu costretto a rispondere a una condanna di sei anni e mezzo di carcere e una multa di 125.000 dollari per frode criminale e ostruzione alla giustizia.
Nel 2019, Trump concesse la grazia al magnate anglo-canadese.
Nel corso della sua vita, Black ha scritto più di dieci libri, fra cui alcuni tomi sulla storia americana e canadese, varie biografie sui presidenti degli USA, una sul premier del Québec Maurice Duplessis e due autobiografie. Egli ha anche condotto due talk show trasmessi sulla rete VisionTV.

## Politica
Black si è dichiarato Conservatore e faceva parte del Partito conservatore britannico. Egli è anche sostenitore e amico di Donald Trump, al quale dedicò un'elogiativa e controversa biografia.

## Vita privata
Nel 1992, dopo essere stato marito di Joanna Hishon, Black sposò la giornalista Barbara Amiel.

## Opere
- 1977 – Duplessis
- 1993 – A Life in Progress
- 2003 – Franklin Delano Roosevelt: Champion of Freedom
- 2007 – Richard M. Nixon: A Life in Full
- 2011 – A Matter of Principle
- 2013 – Flight of the Eagle: A Strategic History of the United States
- 2014 – Rise to Greatness: The History of Canada From the Vikings to the Present
- 2018 – Donald J. Trump: A President Like No Other